# Ariane Ochoa Torres
Ariane Ochoa Torres  (Bilbao, 22 de junio de 1998) es una surfista campeona de España júnior sub-18 y subcampeona de Europa sub-18 por selecciones  en 2016 y medalla de bronce en el campeonato mundial celebrado en Australia de la categoría júnior en 2017.

## Biografía
Ariane Ochoa Torres, nacida en Bilbao el 22 de junio de 1998.  Se inició en el surf a la edad de 5 años.

## Trayectoria
Comenzó en el mundo de la competición a la edad de 8 años. Compite en el Circuito Europeo Júnior, circuito europeo de selecciones, campeonato de España y en el circuito vasco.
En 2014 fue Campeona de Europa Sub-16: Circuito Europe Rip Curl Groms Search, Campeona de España sub-18, Campeona de Euskadi sub-16.
En 2015 quinta en la Rip Curl Gromsearch International disputada en playa de Maresias (Brasil).
A sus 17 años consiguió la primera victoria de su carrera en una competición profesional júnior, venciendo en la última manga a la portuguesa de origen brasileño Carol Henrique, en la competición de Pro Júnior de Espinho, celebrada en Praia da Baía (Portugal).
En 2016 fue campeona de España júnior sub-18 Subcampeona de Europa sub-18 por Selecciones, y medalla de bronce en el torneo mundial celebrado en Australia de la categoría júnior.
En 2017 Ariane logró el tercer puesto en el Campeonato Mundial Júnior en aguas australianas de Kiama.
En enero de 2018 ha resultado vencedora de la tercera edición del Open Surf Contest-La Invernal de Laredo, que ha tenido lugar en la playa Salvé.
Ariane Ochoa han sido la vencedora de la V edición Laredo Open Surf Costest-La Invernal de Laredo 2019.

## Palmarés
| Año  | Competición                                  | Clasificación |
| ---- | -------------------------------------------- | ------------- |
| 2015 | Circuito Mundial Open                        | 107.ª         |
| 2015 | Final Mundial Groms Search Sub-16            | 5.ª           |
| 2015 | Circuito europeo Open                        | 16.ª          |
| 2015 | Circuito europeo júnior Sub-21               | 5.ª           |
| 2016 | Circuito Mundial Open                        | 44.ª          |
| 2016 | Vissla ISA World júnior Surfing Champinoship | 7.ª           |
| 2016 | WSL World júnior                             | 13.ª          |
| 2016 | Circuito Europeo Open                        | 3.ª           |
| 2016 | Circuito Europeo Júnior                      | 2.ª           |
| 2016 | Eurojunior por selecciones categoría SUB-18  | 2.ª           |
| 2016 | Campeonato de España                         | 1.ª           |
| 2016 | Campeonato de España SUB-18                  | 1.ª           |
| 2017 | Campeonato Mundial Júnior                    | 3.ª           |
| 2019 | Port Alfred WQS 1000 South Africa            | 1.ª           |
| 2020 | Las Americas WQS 1500 Tenerife Spain         | 2.ª           |

## Premios y reconocimientos
Ganadora del Premios Kirolak Sariak 2017 al deporte individual concedido por la Diputación foral de Vizcaya.